# Општина Плаја Висенте (Веракруз)
Плаја Висенте (шп. Playa Vicente) општина је у Мексику у савезној држави Веракруз. Општина се налази на надморској висини од 49 м.

## Становништво
Према подацима из 2010. у општини је живело 40984 становника.

### Хронологија
| Година       | 2000                  | 2005                  | 2010                  |
| ------------ | --------------------- | --------------------- | --------------------- |
| Становништво | 49388 (23938 / 25450) | 38125 (18062 / 20063) | 40984 (19660 / 21324) |

### Попис
| \| \| м \| \| \| ж \| \| 0—2 \| 1.062 \| \| \| 955 \| \| 3—5 \| 1.201 \| \| \| 1.136 \| \| 6—11 \| 2.565 \| \| \| 2.690 \| \| 12—14 \| 1.365 \| \| \| 1.353 \| \| 15—17 \| 1.394 \| \| \| 1.496 \| \| 18—24 \| 2.128 \| \| \| 2.487 \| \| 60+ \| 2.418 \| \| \| 2.406 \| \| Просек : \| 29,2 \| \| \| 29,8 \| |       |  |  |       |
| |       |  |  |       |
| | м     |  |  | ж     |
| 0—2 | 1.062 |  |  | 955   |
| 3—5 | 1.201 |  |  | 1.136 |
| 6—11 | 2.565 |  |  | 2.690 |
| 12—14 | 1.365 |  |  | 1.353 |
| 15—17 | 1.394 |  |  | 1.496 |
| 18—24 | 2.128 |  |  | 2.487 |
| 60+ | 2.418 |  |  | 2.406 |
| Просек : | 29,2  |  |  | 29,8  |

| #   | Индикатор                                                                                        | Вредност |
| --- | ------------------------------------------------------------------------------------------------ | -------- |
| 1   | Становништво од 0 до 2 године                                                                    | 2017     |
| 2   | Мушко становништво од 0 до 2 године                                                              | 1062     |
| 3   | Женско становништво од 0 до 2 године                                                             | 955      |
| 4   | Становништво са 3 и више година                                                                  | 38846    |
| 5   | Мушко становништво са 3 и више година                                                            | 18538    |
| 6   | Женско становништво са 3 и више година                                                           | 20308    |
| 7   | Становништво са 5 и више година                                                                  | 37304    |
| 8   | Мушко становништво са 5 и више година                                                            | 17758    |
| 9   | Женско становништво са 5 и више година                                                           | 19546    |
| 10  | Становништво са 12 и више година                                                                 | 31254    |
| 11  | Мушко становништво са 12 и више година                                                           | 14772    |
| 12  | Женско становништво са 12 и више година                                                          | 16482    |
| 13  | Становништво са 15 и више година                                                                 | 28536    |
| 14  | Мушко становништво са 15 и више година                                                           | 13407    |
| 15  | Женско становништво са 15 и више година                                                          | 15129    |
| 16  | Становништво са 18 и више година                                                                 | 25646    |
| 17  | Мушко становништво са 18 и више година                                                           | 12013    |
| 18  | Женско становништво са 18 и више година                                                          | 13633    |
| 19  | Становништво од 3 до 5 година                                                                    | 2337     |
| 20  | Мушко становништво од 3 до 5 година                                                              | 1201     |
| 21  | Женско становништво од 3 до 5 година                                                             | 1136     |
| 22  | Становништво од 6 до 11 година                                                                   | 5255     |
| 23  | Мушко становништво од 6 до 11 година                                                             | 2565     |
| 24  | Женско становништво од 6 до 11 година                                                            | 2690     |
| 25  | Становништво од 8 до 14 година                                                                   | 6315     |
| 26  | Мушко становништво од 8 до 14 година                                                             | 3112     |
| 27  | Женско становништво од 8 до 14 година                                                            | 3203     |
| 28  | Становништво од 12 до 14 година                                                                  | 2718     |
| 29  | Мушко становништво од 12 до 14 година                                                            | 1365     |
| 30  | Женско становништво од 12 до 14 година                                                           | 1353     |
| 31  | Становништво од 15 до 17 година                                                                  | 2890     |
| 32  | Мушко становништво од 15 до 17 година                                                            | 1394     |
| 33  | Женско становништво од 15 до 17 година                                                           | 1496     |
| 34  | Становништво од 18 до 24 године                                                                  | 4615     |
| 35  | Мушко становништво од 18 до 24 године                                                            | 2128     |
| 36  | Женско становништво од 18 до 24 године                                                           | 2487     |
| 37  | Женско становништво од 15 до 49 година                                                           | 10801    |
| 38  | Становништво са 60 и више година                                                                 | 4824     |
| 39  | Мушко становништво са 60 и више година                                                           | 2418     |
| 40  | Женско становништво са 60 и више година                                                          | 2406     |
| 41  | Однос између мушкараца и жена                                                                    | 92.2     |
| 42  | Становништво од нуле до 14 година                                                                | 12327    |
| 43  | Становништво од 15 до 64 године                                                                  | 25011    |
| 44  | Становништво од 65 година и више                                                                 | 3525     |
| 45  | Просечан број деце                                                                               | 2.89     |
| 46  | Становништво рођено у ентитету                                                                   | 34283    |
| 47  | Мушко становништво рођено у ентитету                                                             | 16490    |
| 48  | Женско становништво рођено у ентитету                                                            | 17793    |
| 49  | Становништво рођено у другом ентитету                                                            | 6152     |
| 50  | Мушко становништво рођено у другом ентитету                                                      | 2891     |
| 51  | Женско становништво рођено у другом ентитету                                                     | 3261     |
| 52  | Становништво од 5 година и више резидентно у ентитету у јуну 2005. године                        | 35020    |
| 53  | Мушко становништво старосног доба од 5 година и више, резидентно у ентитету у јуну 2005. године  | 16423    |
| 54  | Женско становништво старосног доба од 5 и више година, резидентно у ентитету у јуну 2005. године | 18597    |
| 55  | Становништво од 5 година и више које је живело у другом ентитету у јуну 2005. године             | 1079     |
| 56  | Мушко становништво старије од 5 година које је живело у другом ентитету у јуну 2005. године      | 503      |
| 57  | Женско становништво старије од 5 година које је живело у другом ентитету у јуну 2005. године     | 576      |
| 58  | Становништво од 3 године и више које говори аутохтони језик                                      | 10113    |
| 59  | Мушко становништво старо 3 године и више које говори аутохтони језик                             | 4706     |
| 60  | Женско становништво старо 3 године и више које говори аутохтони језик                            | 5407     |
| 61  | Становништво од 3 године и више које говори аутохтони језик и не говори шпански језик            | 352      |
| 62  | Мушко становништво старо 3 године и више које говори аутохтони језик и не говори шпански         | 82       |
| 63  | Женско становништво старо 3 године и више које говори аутохтони језик и не говори шпански језик  | 270      |
| 64  | Становништво старо 3 године и више које говори аутохтони језик и шпански                         | 9263     |
| 65  | Мушко становништво старо 3 године и више које говори аутохтони језик и шпански                   | 4409     |
| 66  | Женско становништво старо 3 године и више које говори аутохтони језик и шпански                  | 4854     |
| 67  | Становништво од 5 година и више које говори аутохтони језик                                      | 9989     |
| 68  | Становништво од 5 година и више које говори аутохтони језик и не говори шпански језик            | 347      |
| 69  | Становништво од 5 година и више које говори аутохтони језик и говори шпански језик               | 9149     |
| 70  | Становништво у домородачким домаћинствима                                                        | 17652    |
| 71  | Становништво са ограничењима у активностима                                                      | 2094     |
| 72  | Становништво са ограниченим ходањем или кретањем, горе или доле                                  | 941      |
| 73  | Становници са ограничењима вида, чак и уз кориштење сочива                                       | 720      |
| 74  | Становништво са ограничењима говора, комуникације или конверзације                               | 219      |
| 75  | Становништво са ограниченим слухом                                                               | 211      |
| 76  | Становништво са ограничењима при одевању, купању или јелу                                        | 98       |
| 77  | Становништво са ограничењима у опажању или учењу једноставних ствари                             | 79       |
| 78  | Становништво са менталним ограничењима                                                           | 207      |
| 79  | Становништво без ограничења активности                                                           | 38305    |
| 80  | Становништво од 3 до 5 година које не похађа школу                                               | 1329     |
| 81  | Мушко становништво од 3 до 5 година које не похађа школу                                         | 686      |
| 82  | Женско становништво од 3 до 5 година које не похађа школу                                        | 643      |
| 83  | Становништво од 6 до 11 година које не похађа школу                                              | 223      |
| 84  | Мушко становништво од 6 до 11 година које не похађа школу                                        | 112      |
| 85  | Женско становништво од 6 до 11 година које не похађа школу                                       | 111      |
| 86  | Становништво од 12 до 14 година које не похађа школу                                             | 318      |
| 87  | Мушко становништво од 12 до 14 година које не похађа школу                                       | 184      |
| 88  | Женско становништво од 12 до 14 година које не похађа школу                                      | 134      |
| 89  | Становништво од 15 до 17 година похађа школу                                                     | 1766     |
| 90  | Мушко становништво од 15 до 17 година похађа школу                                               | 845      |
| 91  | Женско становништво између 15 и 17 година живота у школи                                         | 921      |
| 92  | Становништво од 18 до 24 године похађа школу                                                     | 779      |
| 93  | Мушко становништво од 18 до 24 године похађа школу                                               | 347      |
| 94  | Женско становништво од 18 до 24 године похађа школу                                              | 432      |
| 95  | Становништво од 8 до 14 година које не може да чита и пише                                       | 385      |
| 96  | Мушко становништво старосног доба од 8 до 14 година које не може да чита и пише                  | 209      |
| 97  | Женско становништво старосног доби од 8 до 14 година које не може да чита и пише                 | 176      |
| 98  | Становништво од 15 година и више које је неписмено                                               | 5285     |
| 99  | Мушко становништво од 15 година и више које је неписмено                                         | 2037     |
| 100 | Женско становништво од 15 година и више које је неписмено                                        | 3248     |
| 101 | Становништво старо 15 и више година без школовања                                                | 4833     |
| 102 | Мушко становништво старо 15 и више година без школовања                                          | 1959     |
| 103 | Женско становништво старо 15 и више година без школовања                                         | 2874     |
| 104 | Становништво старосног доба 15 и више година са непотпуним основним образовањем                  | 7535     |
| 105 | Мушко становништво старосног доба од 15 година и више са непотпуном основним образовањем         | 3681     |
| 106 | Женско становништво старосног доба 15 и више година са непотпуном основним образовањем           | 3854     |
| 107 | Становништво старо 15 и више година са комплетним основним образовањем                           | 5177     |
| 108 | Мушко становништво старо 15 година и више са комплетним основним образовањем                     | 2492     |
| 109 | Женско становништво старо 15 и више година са комплетним основним образовањем                    | 2685     |
| 110 | Становништво старосног доба 15 и више година са непотпуним средњим образовањем                   | 1703     |
| 111 | Мушко становништво старосног доба од 15 година и више са непотпуним средњим образовањем          | 821      |
| 112 | Женско становништво старосног доба од 15 година и више са непотпуним средњим образовањем         | 882      |
| 113 | Становништво старо 15 и више година са пуним секундарном образовањем                             | 4397     |
| 114 | Мушко становништво старосног доба од 15 година и више са пуним секундарном образовањем           | 2117     |
| 115 | Женско становништво старосног доба од 15 година и више са пуним секундарном образовањем          | 2280     |
| 116 | Становништво старије од 18 година са постосновним образовањем                                    | 4154     |
| 117 | Мушко становништво старије од 18 година са постосновним образовањем                              | 1981     |
| 118 | Женско становништво старије од 18 година са постосновним образовањем                             | 2173     |
| 119 | Просечна оцена школовања                                                                         | 5.81     |
| 120 | Просечан ниво образовања мушке популације                                                        | 5.94     |
| 121 | Просечан ниво образовања женског становништва                                                    | 5.68     |
| 122 | Економски активно становништво                                                                   | 14136    |
| 123 | Економски активна мушка популација                                                               | 11362    |
| 124 | Економски активна женска популација                                                              | 2774     |
| 125 | Становништво које није економски активно                                                         | 16926    |
| 126 | Мушко становништво које није економски активно                                                   | 3288     |
| 127 | Женско становништво које није економски активно                                                  | 13638    |
| 128 | Запослено становништво                                                                           | 13234    |
| 129 | Запослено мушко становништво                                                                     | 10536    |
| 130 | Запослено женско становништво                                                                    | 2698     |
| 131 | Незапослена популација                                                                           | 902      |
| 132 | Незапослена мушка популација                                                                     | 826      |
| 133 | Незапослена женска популација                                                                    | 76       |
| 134 | Становништво без права на здравствене услуге                                                     | 23068    |
| 135 | Становништво које има право на здравствене услуге                                                | 17660    |
| 136 | Становништво које има право на ИМСС                                                              | 1999     |
| 137 | Становништво које има право на социјално осигурање                                               | 1410     |
| 138 | Становништво које има право на државно социјално осигурање                                       | 149      |
| 139 | Становништво које има право на опште осигурање или здравствено осигурање за нову генерацију      | 13059    |
| 140 | Становништво које је било једном или није било у браку током 12 година и више                    | 10495    |
| 141 | Венчано или уједињено становништво од 12 година и више                                           | 17370    |
| 142 | Становништво које је било у браку или уједињено 12 година и више                                 | 3350     |
| 143 | Становништво са католичком религијом                                                             | 32276    |
| 144 | Протестанти, еванђелисти и библијски следбеници различити од еванђелиста                         | 5637     |
| 145 | Становништво са другим религијама различитим од претходних                                       | 6        |
| 146 | Становништво без религије                                                                        | 2584     |
| 147 | Укупно пописаних домаћинства                                                                     | 10550    |
| 148 | Пописна домаћинства на челу са мушкарцима                                                        | 7901     |
| 149 | Пописна домаћинства на челу са женама                                                            | 2649     |
| 150 | Становништво у пописним домаћинствима                                                            | 40880    |
| 151 | Становништво у пописним домаћинствима на челу са мушкарцима                                      | 32166    |
| 152 | Становништво у пописним домаћинствима на челу са женама                                          | 8714     |
| 153 | Укупно домаћинстава                                                                              | 12545    |
| 154 | Укупно насељених домаћинстава                                                                    | 10584    |
| 155 | Укупно приватних кућа                                                                            | 12511    |
| 156 | Насељени приватни домови                                                                         | 10550    |
| 157 | Укупно насељених приватних кућа                                                                  | 10583    |
| 158 | Ненасељене приватне куће                                                                         | 1567     |
| 159 | Појединачна домаћинства за привремену употребу                                                   | 394      |
| 160 | Становници у насељеним приватним кућама                                                          | 40880    |
| 161 | Насељеност станара у приватним становима                                                         | 3.87     |
| 162 | Просечно становника по соби у приватним насељеним домаћинствима                                  | 1.14     |
| 163 | Појединачна домаћинства са подовима од различитих материјала од земље                            | 8948     |
| 164 | Појединачна домаћинства у приземљу                                                               | 1555     |
| 165 | Појединачна домаћинства са једном спаваћом собом                                                 | 4632     |
| 166 | Појединачна домаћинства са две спаваће собе и више                                               | 5884     |
| 167 | Појединачна домаћинства са једним собом                                                          | 987      |
| 168 | Појединачна домаћинства са две собе                                                              | 2108     |
| 169 | Појединачна домаћинства са 3 собе и више                                                         | 7412     |
| 170 | Појединачна домаћинства која имају електрично светло                                             | 10128    |
| 171 | Појединачна домаћинства која немају електрично светло                                            | 388      |
| 172 | Појединачна домаћинства која имају водоводну воду у стамбеном простору                           | 5410     |
| 173 | Појединачна домаћинства која немају водоводну воду у стамбеном простору                          | 5079     |
| 174 | Појединачна домаћинства која имају тоалет                                                        | 9588     |
| 175 | Појединачна домаћинства која имају канализацију                                                  | 8458     |
| 176 | Појединачна домаћинства која немају канализацију                                                 | 2005     |
| 177 | Појединачна домаћинства која имају електрично светло, довод воде из јавне мреже и канализацију   | 4736     |
| 178 | Појединачна домаћинства без икаквих услова                                                       | 828      |
| 179 | Појединачна домаћинства која имају радио                                                         | 6553     |
| 180 | Појединачна домаћинства која имају телевизор                                                     | 8693     |
| 181 | Појединачна домаћинства која имају фрижидер                                                      | 7646     |
| 182 | Појединачна домаћинства која имају машину за веш                                                 | 4549     |
| 183 | Појединачна домаћинства која имају аутомобил или комби                                           | 2526     |
| 184 | Појединачна домаћинства која имају рачунар                                                       | 817      |
| 185 | Појединачна домаћинства која имају фиксну телефонску линију                                      | 2258     |
| 186 | Појединачна домаћинства која имају мобилни телефон                                               | 2692     |
| 187 | Појединачна домаћинства која имају приступ интернету                                             | 455      |